# Aidan McDonough
Aidan McDonough, född 6 oktober 1999, är en amerikansk professionell ishockeyforward som spelar för Vancouver Canucks i National Hockey League (NHL).
Han har tidigare spelat för Northeastern Huskies i National Collegiate Athletic Association (NCAA) och Cedar Rapids Roughriders i United States Hockey League (USHL).
McDonough draftades av Vancouver Canucks i sjunde rundan i 2019 års draft som 195:e spelare totalt.

## Statistik
| 2014–2015   | Thayer Tigers            |             | 24  | 4  | 4  | 8   | —  | — | — | — | — | — |
|             | Cape Cod Whalers U16     | MHSL        | 15  | 6  | 10 | 16  | 4  | — | — | — | — | — |
| 2015–2016   | Thayer Tigers            |             | 31  | 25 | 19 | 44  | —  | — | — | — | — | — |
|             | Cape Cod Whalers U16     | MHSL        | 10  | 7  | 5  | 12  | 0  | — | — | — | — | — |
| 2016–2017   | Thayer Tigers            |             | 30  | 22 | 27 | 49  | —  | — | — | — | — | — |
|             | Cape Cod Whalers U18     | MHSL        | 11  | 7  | 1  | 8   | 2  | — | — | — | — | — |
|             | Cape Cod Whalers U18     |             | 15  | 10 | 7  | 17  | —  | — | — | — | — | — |
| 2017–2018   | Thayer Tigers            |             | 29  | 25 | 34 | 59  | —  | — | — | — | — | — |
|             | Cape Cod Whalers U18     | MHSL        | 8   | 6  | 2  | 8   | —  | — | — | — | — | — |
| 2018–2019   | Cedar Rapids Roughriders | USHL        | 50  | 21 | 21 | 42  | 49 | 6 | 4 | 3 | 7 | 0 |
| 2019–2020   | Northeastern Huskies     | NCAA        | 31  | 11 | 16 | 27  | 10 | — | — | — | — | — |
| 2020–2021   | Northeastern Huskies     | NCAA        | 21  | 10 | 10 | 20  | 4  | — | — | — | — | — |
| 2021–2022   | Northeastern Huskies     | NCAA        | 38  | 25 | 14 | 39  | 44 | — | — | — | — | — |
| 2022–2023   | Vancouver Canucks        | NHL         | 1   | 0  | 0  | 0   | 0  | — | — | — | — | — |
|             | Northeastern Huskies     | NCAA        | 34  | 20 | 18 | 38  | 14 | — | — | — | — | — |
| NHL totalt  | NHL totalt               | NHL totalt  | 1   | 0  | 0  | 0   | 0  | — | — | — | — | — |
| NCAA totalt | NCAA totalt              | NCAA totalt | 124 | 66 | 58 | 124 | 72 | — | — | — | — | — |